# 14e étape du Tour de France 1919
Pour un article plus général, voir Tour de France 1919.
La 14e étape du Tour de France 1919 s'est déroulée le 25 juillet.
Les coureurs relient Metz (Moselle) à Dunkerque (Nord), au terme d'un parcours de 468 kilomètres.
L'étape est remportée par le Belge Firmin Lambot qui prend également la tête du classement général au Français Eugène Christophe, qui menait la course depuis la quatrième étape.

## Parcours
Les coureurs s'élancent de Metz puis rejoignent Saint-Privat, Briey, Mercy-le-Haut, Morfontaine, Longwy, Tellancourt, Longuyon, Saint-Jean, Montmedy, Carignan, Sedan, Charleville, Maubert-Fontaine, Hirson, La Capelle, Avesnes, Maubeuge, Valenciennes, Saint-Amand-les-Eaux, Cysoing, Lille, Armentières, Hazebrouck, Wormhoudt, avant d'arriver à Dunkerque.

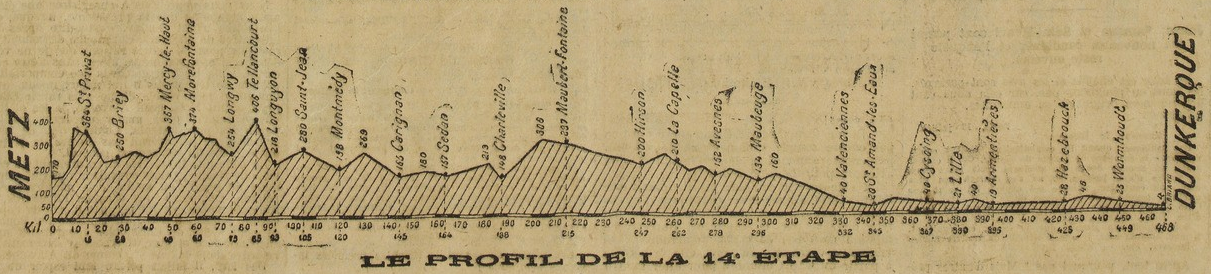
Le profil de la 14e étape paru dans L'Auto le 24 juillet 1919

## Déroulement de la course
A Cysoing, Eugène Christophe doit s'arrêter une heure et dix minutes pour réparer la fourche de son vélo. Il passe au contrôle de Lille avec presque deux heures de retard sur Lambot, alors en tête du classement général virtuel.

## Classements

### Classement de l'étape
| \| Classement de l'étape \| Classement de l'étape \| Classement de l'étape \| Classement de l'étape \| Classement de l'étape \| \| Coureur \| Coureur \| Pays \| Équipe \| Temps \| \| --------------------- \| --------------------- \| --------------------- \| --------------------- \| --------------------- \| \| 1er \| Firmin Lambot \| Belgique \| La Sportive \| 21 h 04 min 27 s \| \| 2e \| Léon Scieur \| Belgique \| La Sportive \| \| \| 3e \| Joseph Van Daele \| Belgique \| La Sportive \| \| \| 4e \| Luigi Lucotti \| Italie \| Bianchi \| \| \| 5e \| Jean Alavoine \| France \| Peugeot-Wolber \| \| \| 6e \| Paul Duboc \| France \| \| \| \| 7e \| Honoré Barthélémy \| France \| La Sportive \| \| \| 8e \| Jules Nempon \| France \| \| \| \| 9e \| Alfred Steux \| Belgique \| La Sportive \| \| \| 10e \| Eugène Christophe \| France \| \| \| |                   |          |                |                  |
| |                   |          |                |                  |
| |                   |          |                |                  |
| Classement de l'étape |                   |          |                |                  |
| Coureur | Coureur           | Pays     | Équipe         | Temps            |
| 1er | Firmin Lambot     | Belgique | La Sportive    | 21 h 04 min 27 s |
| 2e | Léon Scieur       | Belgique | La Sportive    |                  |
| 3e | Joseph Van Daele  | Belgique | La Sportive    |                  |
| 4e | Luigi Lucotti     | Italie   | Bianchi        |                  |
| 5e | Jean Alavoine     | France   | Peugeot-Wolber |                  |
| 6e | Paul Duboc        | France   |                |                  |
| 7e | Honoré Barthélémy | France   | La Sportive    |                  |
| 8e | Jules Nempon      | France   |                |                  |
| 9e | Alfred Steux      | Belgique | La Sportive    |                  |
| 10e | Eugène Christophe | France   |                |                  |

### Classement général
| \| Classement général \| Classement général \| Classement général \| Classement général \| Classement général \| \| Coureur \| Coureur \| Pays \| Équipe \| Temps \| \| ------------------ \| ------------------ \| ------------------ \| ------------------ \| ------------------ \| \| 1er \| Firmin Lambot \| Belgique \| La Sportive \| 215 h 56 min 12 s \| \| 2e \| Jean Alavoine \| France \| Peugeot-Wolber \| \| \| 3e \| Eugène Christophe \| France \| \| \| \| 4e \| Léon Scieur \| Belgique \| La Sportive \| \| \| 5e \| Honoré Barthélémy \| France \| La Sportive \| \| \| 6e \| Jacques Coomans \| Belgique \| La Sportive \| \| \| 7e \| Luigi Lucotti \| Italie \| Bianchi \| \| \| 8e \| Paul Duboc \| France \| \| \| \| 9e \| Joseph Van Daele \| Belgique \| La Sportive \| \| \| 10e \| Alfred Steux \| Belgique \| La Sportive \| \| |                   |          |                |                   |
| |                   |          |                |                   |
| |                   |          |                |                   |
| Classement général |                   |          |                |                   |
| Coureur | Coureur           | Pays     | Équipe         | Temps             |
| 1er | Firmin Lambot     | Belgique | La Sportive    | 215 h 56 min 12 s |
| 2e | Jean Alavoine     | France   | Peugeot-Wolber |                   |
| 3e | Eugène Christophe | France   |                |                   |
| 4e | Léon Scieur       | Belgique | La Sportive    |                   |
| 5e | Honoré Barthélémy | France   | La Sportive    |                   |
| 6e | Jacques Coomans   | Belgique | La Sportive    |                   |
| 7e | Luigi Lucotti     | Italie   | Bianchi        |                   |
| 8e | Paul Duboc        | France   |                |                   |
| 9e | Joseph Van Daele  | Belgique | La Sportive    |                   |
| 10e | Alfred Steux      | Belgique | La Sportive    |                   |